# Daddy Kall
Carlos Augusto da Silva Crescêncio  (Rio de Janeiro, 8 de junho de 1977), mais conhecido como Daddy Kall, é um cantor e rapper brasileiro de música black, soul, dance e R&B. Contratado pelo selo da Trama Records, Daddy Kall lançou seu primeiro álbum de estúdio O Som Não Pode Parar em 2005 pelo selo da própria, e ganhou notoriedade fazendo parceria no single "Amigo Fura-Olho" do cantor Latino.

## Biografia

### História
Daddy Kall iniciou sua carreira como integrante do grupo You Can Dance, do qual se desvencilhou em 2001 para seguir carreira de DJ e cantor de música black. Em 2003, fez seu primeiro trabalho oficial ao fazer uma participação na música "Ciúme", com a cantora Kelly Key. Em 2004, lançou seu primeiro álbum, O Som Não Pode Parar, produzido por DJ Cuca e trazendo os singles "Ontem Foi Legal Demais", "Emmanuela" e "Já É", misturas de soul e black. Em 2008, lançou a parceria com o cantor Latino, o single "Amigo Fura-Olho", chegando ao primeiro lugar no Hot 100 Brasil. No ano seguinte, em 2009, lançou seu novo single "Toda Patricinha" com o rapper C4bal.
Atualmente, o cantor tem um programa na rádio Transamérica FM chamado Detonando, às segundas-feiras, junto com o DJ Cadinho, tocando mixagens de música black e R&B. Em 2011, lançou um novo single com o cantor Latino "Dança Kuduro".

## Discografia

### Álbuns
| Álbum                | Detalhes                                                                                 |
| -------------------- | ---------------------------------------------------------------------------------------- |
| O Som Não Pode Parar | - Lançamento: 25 de outubro de 2005 - Formatos: CD, download digital - Gravadora: Trama  |
| Daddy Kall           | - Lançamento: 5 de fevereiro de 2010 - Formatos: CD, download digital - Gravadora: Trama |

### Singles
| Título                                                                        | Ano  | Posições      | Posições          | Posições                  | Álbum                |
| Título                                                                        | Ano  | BRA Billboard | BRA Billboard Pop | BRA Billboard Regional RJ | Álbum                |
| ----------------------------------------------------------------------------- | ---- | ------------- | ----------------- | ------------------------- | -------------------- |
| "Ontem Foi Legal Demais"                                                      | 2004 | —             | —                 | —                         | O Som Não Pode Parar |
| "Emanuella"                                                                   | 2004 | —             | —                 | —                         | O Som Não Pode Parar |
| "Ja É"                                                                        | 2005 | —             | —                 | —                         | O Som Não Pode Parar |
| "Toda Patricinha" (part. C4bal)                                               | 2009 | —             | —                 | 3                         | Daddy Kall           |
| "Dê Mais uma Chance"                                                          | 2009 | —             | —                 | —                         | Daddy Kall           |
| "Dança Kuduro" (part. Latino)                                                 | 2011 | 6             | 6                 | 1                         | —                    |
| "—" denota álbuns que não entraram nas paradas ou não foram lançados no país. |      |               |                   |                           |                      |

#### Participações
| Título                                        | Ano  | Álbum             |
| --------------------------------------------- | ---- | ----------------- |
| "Ciúme" (Kelly Key part. Daddy Kall)          | 2003 | Do Meu Jeito      |
| "Amigo Fura-Olho" (Latino part. Daddy Kall)   | 2008 | Junto e Misturado |
| "Amigo Cuca" (Latino part. Daddy Kall)        | 2008 | Junto e Misturado |
| "Whatever" (Vinny Mantovani part. Daddy Kall) | 2014 | —                 |